# Dražovice (Moravia meridionale)
Dražovice (in tedesco Draswitz) è un comune della Repubblica Ceca facente parte del distretto di Vyškov, in Moravia Meridionale.